# Пшеничное (Юрьевский район)
Пшеничное (укр. Пшеничне) — село,
Алексеевский сельский совет,
Юрьевский район,
Днепропетровская область,
Украина.
Код КОАТУУ — 1225980315. Население по переписи 2001 года составляло 10 человек .

## Географическое положение
Село Пшеничное находится на расстоянии в 0,5 км от села Алексеевка и в 1-м км от села Новотимофеевское.
По селу протекает пересыхающий ручей с запрудой.
Через село проходит автомобильная дорога Т-0412.